# Eric Calvillo
Eric Santana Calvillo Ramírez (nacido el 2 de enero de 1998) es un futbolista profesional que juega como mediocampista y su equipo actual es el El Paso Locomotive de la USL Championship. Nacido en Estados Unidos, representa a la selección nacional de El Salvador.

## Ámbito profesional

### Cosmos de Nueva York
Calvillo firmó con el New York Cosmos el 15 de enero de 2016. Hizo 21 apariciones y anotó 4 goles para el lado de la NASL, y estaba con el equipo cuando ganó el Soccer Bowl 2016 y fue el subcampeón del Soccer Bowl 2017. Fue el subcampeón del Jugador Joven del Año de NASL 2017. 

### Terremotos de San José
El 20 de enero de 2018, los San Jose Earthquakes de MLS firmaron a Calvillo con un contrato de varios años. Luego fue enviado a Reno 1868, filial de la USL de San José, en calidad de préstamo temporal, e hizo su primera aparición como titular en la derrota por 3-4 de Reno ante Swope Park Rangers el 17 de marzo de 2018. Después de la temporada 2021, San José declinó su opción de contrato. 

### Orange Country FC
El centrocampista se unió al equipo californiano en condición de préstamo por seis meses, hizo su debut el 20 de junio del 2021 en la victoria por 3-1 ante Las Vegas Lights FC. 

## Ámbito internacional

### Selecciones juveniles de Estados Unidos
Calvillo ha aparecido por Estados Unidos en los niveles Sub-15, Sub-17 y Sub-19. En la Copa Mundial Sub-17 de la FIFA de 2015, apareció en la lista de 21 hombres junto a Christian Pulisic, y fue capitán de la selección de Estados Unidos en la Copa del Atlántico Sub-19 de 2016. 
| Torneo              | Sede  | Resultado      |
| ------------------- | ----- | -------------- |
| Mundial Sub-17 2015 | Chile | Fase de grupos |

### Selección salvadoreña
El 8 de marzo de 2021, Calvillo fue incluido en la lista final del entrenador Hugo Pérez, para enfrentar el Preolímpico de Concacaf con la Selección Sub-23 de El Salvador. El 19 de marzo debutó en la competencia ingresando de sustitución por Marvin Márquez en los últimos cuarenta y cinco minutos frente a Canadá en el Estadio Jalisco, donde se dio la derrota por 2-0. Tres días después asumió el rol de estelar ante Honduras en el Estadio Akron, y en esta ocasión iniciando en el once titular y siendo sustituido a los cincuenta y cinco minutos en el empate de su conjunto por 1-1. Este resultado dejó con posibilidades a la selección salvadoreña de optar por un boleto a los Juegos Olímpicos de Tokio. El 25 de marzo, Calvillo jugó los últimos seis minutos del segundo tiempo, ingresando en sustitución de Enrico Hernández en el triunfo por 2-1 sobre Haití. Con el empate de 1-1 de Honduras y Canadá dejó matemáticamente fuera a la selección salvadoreña. 
| Torneo                       | Sede   | Resultado      |
| ---------------------------- | ------ | -------------- |
| Preolímpico de Concacaf 2020 | México | Fase de grupos |

### Selección absoluta
El 27 de noviembre de 2021 se llevó a cabo la convocatoria de los futbolistas para los amistosos de diciembre contra Ecuador y Chile en los Estados Unidos. El centrocampista fue incluido en la lista del entrenador Hugo Pérez. El 5 de diciembre hizo su debut oficial con la selección mayor de El Salvador, en el PNC Stadium de Houston, enfrentó al conjunto de Ecuador. Calvillo jugó de titular y disputó los noventa minutos en el empate de 1-1.

## Clubes
Actualizado al último partido jugado el 27 de octubre de 2024.
| New York Cosmos Estados Unidos              | 2.ª                 | 2016                | 3   | 1  | - | - | - | - | 3   | 1  |
| New York Cosmos Estados Unidos              | 2.ª                 | 2017                | 18  | 3  | 1 | 0 | - | - | 19  | 3  |
| New York Cosmos Estados Unidos              | Total               | Total               | 21  | 4  | 1 | 0 | 0 | 0 | 22  | 4  |
| Reno 1868 Football Club Estados Unidos      | 2.ª                 | 2018                | 11  | 1  | - | - | - | - | 11  | 1  |
| Reno 1868 Football Club Estados Unidos      | Total               | Total               | 11  | 1  | 0 | 0 | 0 | 0 | 11  | 1  |
| San Jose Earthquakes Estados Unidos         | 1.ª                 | 2018                | 3   | 0  | - | - | - | - | 3   | 0  |
| San Jose Earthquakes Estados Unidos         | Total               | Total               | 3   | 0  | 0 | 0 | 0 | 0 | 3   | 0  |
| Reno 1868 Football Club Estados Unidos      | 2.ª                 | 2019                | 1   | 0  | - | - | - | - | 1   | 0  |
| Reno 1868 Football Club Estados Unidos      | Total               | Total               | 1   | 0  | 0 | 0 | 0 | 0 | 1   | 0  |
| San Jose Earthquakes Estados Unidos         | 1.ª                 | 2019                | 2   | 0  | 2 | 0 | - | - | 4   | 0  |
| San Jose Earthquakes Estados Unidos         | Total               | Total               | 2   | 0  | 2 | 0 | 0 | 0 | 4   | 0  |
| Reno 1868 Football Club Estados Unidos      | 2.ª                 | 2019                | 8   | 0  | - | - | - | - | 8   | 0  |
| Reno 1868 Football Club Estados Unidos      | 2.ª                 | 2020                | 1   | 0  | - | - | - | - | 1   | 0  |
| Reno 1868 Football Club Estados Unidos      | Total               | Total               | 9   | 0  | 0 | 0 | 0 | 0 | 9   | 0  |
| San Jose Earthquakes Estados Unidos         | 1.ª                 | 2020                | 7   | 0  | - | - | - | - | 7   | 0  |
| San Jose Earthquakes Estados Unidos         | 1.ª                 | 2021                |     |    |   |   |   |   |     |    |
| San Jose Earthquakes Estados Unidos         | Total               | Total               | 7   | 0  | 0 | 0 | 0 | 0 | 7   | 0  |
| Orange County SC Estados Unidos             | 2.ª                 | 2021                | 29  | 2  | - | - | - | - | 29  | 2  |
| Orange County SC Estados Unidos             | Total               | Total               | 29  | 2  | 0 | 0 | 0 | 0 | 29  | 2  |
| El Paso Locomotive FC Estados Unidos        | 2.ª                 | 2022                | 31  | 6  | 1 | 1 | - | - | 32  | 7  |
| El Paso Locomotive FC Estados Unidos        | 2.ª                 | 2023                | 32  | 3  | - | - | - | - | 32  | 3  |
| El Paso Locomotive FC Estados Unidos        | 2.ª                 | 2024                | 33  | 3  | 1 | 0 | - | - | 34  | 3  |
| El Paso Locomotive FC Estados Unidos        | 2.ª                 | 2025                |     |    |   |   |   |   |     |    |
| El Paso Locomotive FC Estados Unidos        | Total               | Total               | 96  | 12 | 2 | 1 | 0 | 0 | 98  | 13 |
| Total en su carrera                         | Total en su carrera | Total en su carrera | 179 | 19 | 5 | 1 | 0 | 0 | 184 | 20 |
| (2) No incluye goles en partidos amistosos. |                     |                     |     |    |   |   |   |   |     |    |

### Selección nacional
| Selección                                      | Año                 | Partidos | Goles |
| ---------------------------------------------- | ------------------- | -------- | ----- |
| Estados Unidos Sub-17                          |                     |          |       |
| 2015                                           | 3                   | 0        |       |
| Total en su carrera                            | Total en su carrera | 3        | 0     |
| El Salvador Sub-23                             |                     |          |       |
| 2021                                           | 3                   | 0        |       |
| Total en su carrera                            | Total en su carrera | 3        | 0     |
| El Salvador                                    |                     |          |       |
| 2021                                           | 3                   | 0        |       |
| 2022                                           | 6                   | 0        |       |
| 2023                                           | 1                   | 0        |       |
| 2024                                           | 0                   | 0        |       |
| Total en su carrera                            | Total en su carrera | 10       | 0     |
| Estadísticas hasta el 8 de septiembre de 2023. |                     |          |       |

### Participaciones en Copas del Mundo
| Mundial                               | Sede  | Resultado    |
| ------------------------------------- | ----- | ------------ |
| Copa Mundial de Fútbol Sub-17 de 2015 | Chile | Primera fase |

- Datos: Q30312911